# Bolo veludo vermelho

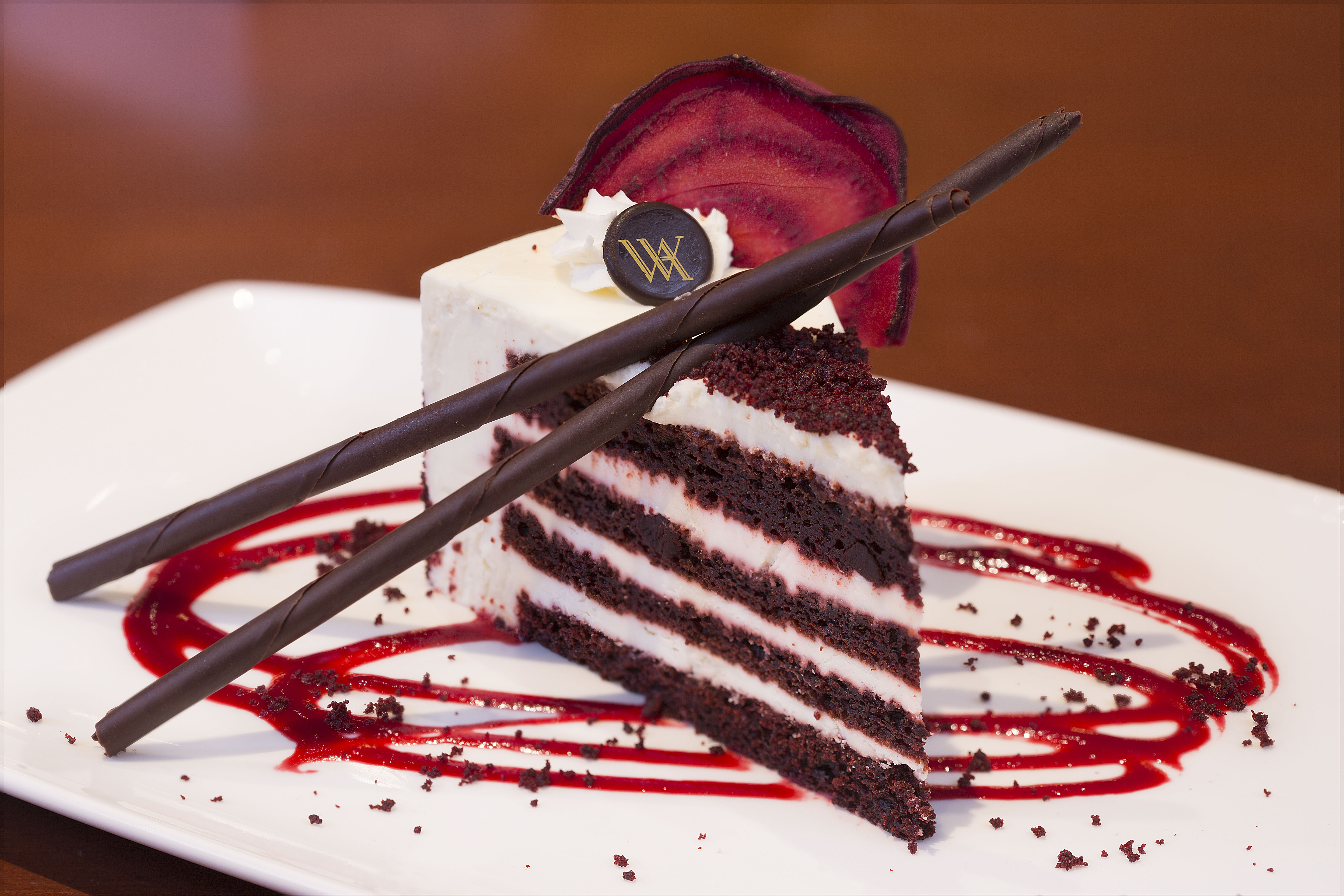
Fatia de quatro camadas de bolo de veludo vermelho do Waldorf-Astoria.

O bolo veludo vermelho, também conhecido pelo nome em inglês red velvet, é um bolo popular, com uma coloração vermelha ou marrom-avermelhada. É usualmente preparada como um bolo de camadas, coberto com creme de baunilha ou, mais comum, butter cream. O tom marrom-avermelhado é originado a partir da reação entre o elemento ácido do bolo, o leitelho e as antocianinas presentes no chocolate. Entretanto, corante vermelho pode ser adicionado para intensificar.
Os ingredientes comuns são: leitelho, manteiga, farinha, cacau em pó, e beterraba ou corante vermelho. A quantidade de cacau varia entre as receitas. A cobertura de cream cheese é tradicional, assim como a de glacê.

## História
O bolo veludo vermelho está intimamente ligado ao bolo Devil's food, e em alguns livros de receita mais antigos, os nomes foram intercambiáveis. A maioria dos bolos Veludo Vermelho hoje em dia se utilizam de corante, mas mesmo sem isto, a reação entre o vinagre e o leitelho tende a realçar as antocianinas presentes no chocolate. Quando adicionado aos bolos, o elemento ácido causa o enrubescimento do chocolate quando assado. Porém, quando o chocolate mais básico era largamente vendido, a coloração vermelha era mais pronunciada. Esta tintura natural pode ter sido responsável pela origem da denominação "veludo vermelho" bem como a do "Devil's food", e uma longa lista de outros bolos de chocolate similares. Quando a comida era racionada durante a Segunda Guerra Mundial, confeiteiros utilizavam beterrabas fervidas para melhorar a cor de seus bolos. A beterraba ainda pode ser encontrada em algumas receitas, tanto pela coloração, quanto pelo fato de reter umidade.[carece de fontes?]
O aumento da popularidade deste bolo é parcialmente atribuída ao filme Flores de Aço, onde o bolo de casamento era do tipo Veludo vermelho (uma tradição da parte sulista dos Estados Unidos), e era moldado no formato de um tatu. Nos anos mais recentes, este bolo tem se tornado mais popular, e pode ser facilmente encontrado em lojas de cupcakes.[carece de fontes?]